# Etta Cameron

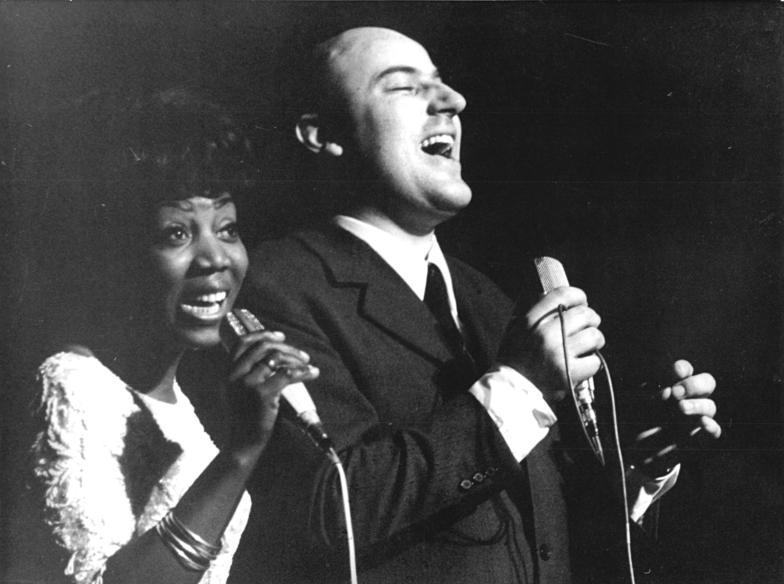
Etta Cameron och Manfred Krug, 1970.

Etta Cameron, egentligen Ettamae Louvita Coakley, född 21 november 1939 i Nassau på Bahamas, död 4 mars 2010 i Århus i Danmark, var en dansk sångare och skådespelare. Hon sjöng framför allt jazz och gospel och hade stort inflytande på det danska musiklivet i dessa genrer sedan hon kom till Danmark i början av 1970-talet. Hon utnämndes till riddare av Dannebrogen 1997. Etta Cameron var bland annat känd för sin medverkan som domare i de två första säsongerna av det danska underhållningsprogrammet Scenen er din.

## Biografi

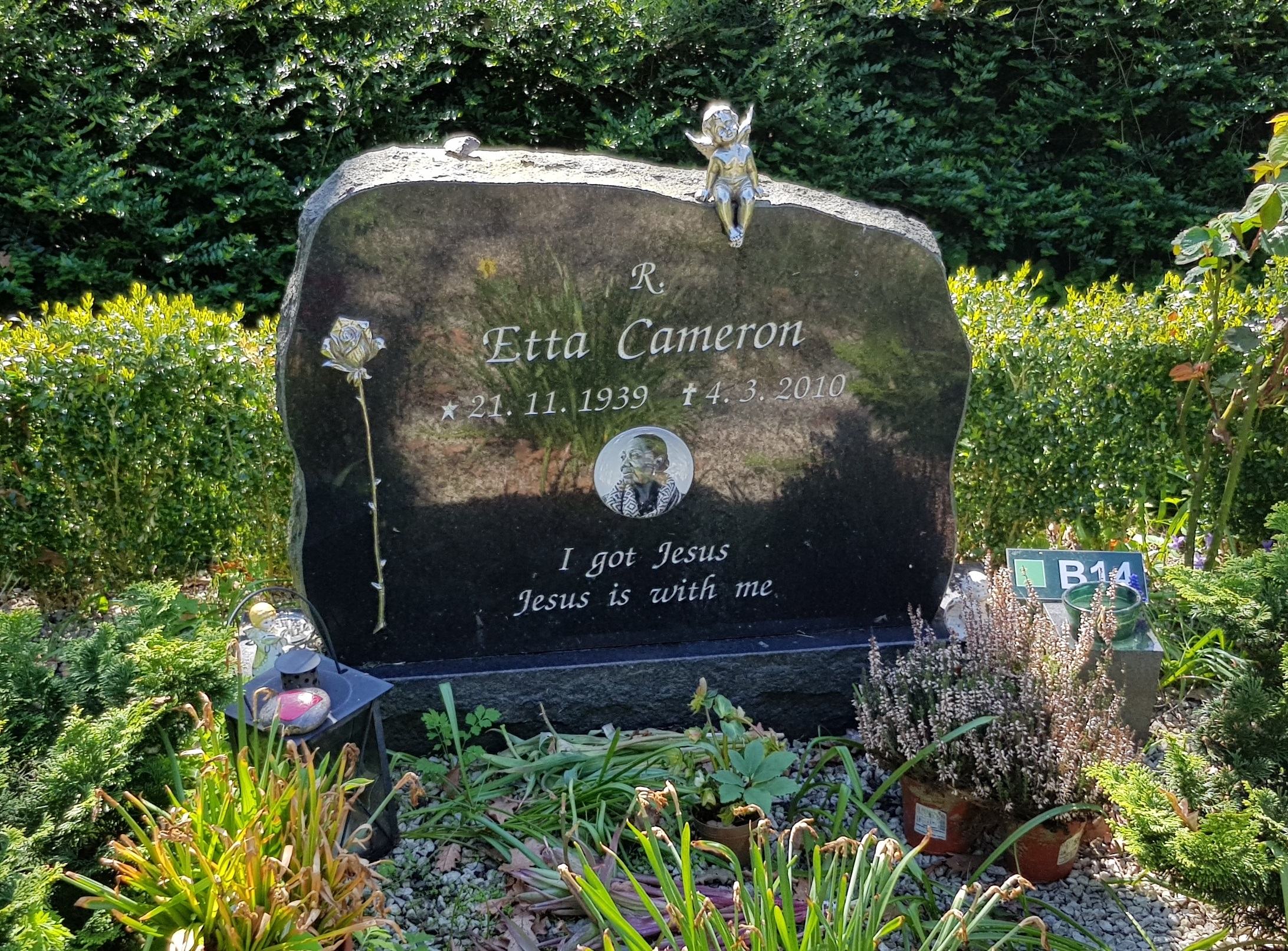
Camerons grav på Assistens Kirkegård i Köpenhamn.

Cameron kom till Danmark efter att ha smugglats ut från DDR, där hon varit strandsatt i fem år, efter att hon i samband med ett engagemang i Östberlin hade förlorat sitt pass. Etta Cameron har två barn, Debbie och Steve, av vilka Debbie Cameron har gått i sin mors fotspår som sångare. Hon led i många år av cancer, som slutligen orsakade hennes död. Den 13 mars 2010 begravdes Etta Cameron i Christians Kirke i Köpenhamn och jordfästes på Assistens Kirkegård.

## Diskografi
- Come Together with Etta (1975)
- I'm a Woman (1976)
- Mayday (1980, live från Vognporten, Köpenham)
- Easy (1981 - som Etta Cameron Jazz Group)
- My Gospel (1987 - med Sokkelund Sangkor)
- A Gospel Concert with Etta Cameron (1995)
- Lovesongs (1995 - med Horace Parlan)
- Etta Cameron med NDR Big Band (1996)
- Certainly Lord (1996)
- My Christmas (1996)
- Etta Cameron, Ole Kock Hansen and Tuxedo Big Band (1998)
- A Gospel Concert with Etta Cameron, vol. 2 (2000)
- I Have a Dream (2000)
- Lady Be Good (2003 - med DR Big Bandet)
- Her vil ties, her vil bies (2005)
- Spirituals (2008 - med Nikolaj Hess)
- Etta (2009 - med Nikolaj Hess m.fl.)

## Filmografi
- Mit mir nicht, Madam! (1969)
- Peter von Scholten (1987)
- Mimi og madammerne (1998)